# Không cuống

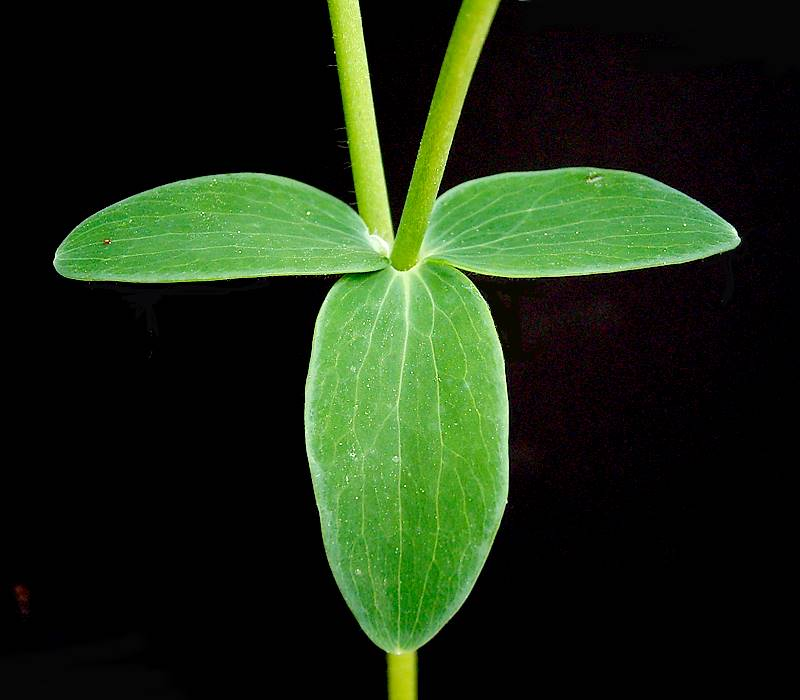
Lá không cuống ở loài Aquilegia vulgaris

Trong thực vật học, không cuống (tiếng Anhː sessility nghĩa là “ngồi”, hiểu theo ngữ cảnh là “nằm trên bề mặt”) là một đặc điểm của các cơ quan thực vật như hoa hoặc lá không có cuống. Các bộ phận khác của cây cũng có thể được mô tả là không cuống, nghĩa là đính trực tiếp vào thân mà không thông qua cơ quan hỗ trợ như cuống lá, cuống hoa.

## Mô tả
Hoa không cuống là hoa không có cuống hoa (pedicel). Do đó trong tiếng Anh, hoa không cuống gọi là pedicellate. Ví dụ, chi Trillium được chia thành nhiều phân chi, có phân chi có hoa không cuống (Trillium subgen. Sessilia) và có phân chi có hoa có cuống.
Thuật ngữ "sessility" trong tiếng Anh cũng được sử dụng trong nấm học để mô tả quả thể nấm bám vào hoặc nằm trực tiếp trên bề mặt chất nền, thiếu cuống nấm nhưng có mũ nấm, ví dụ như loài Ganoderma sessile.

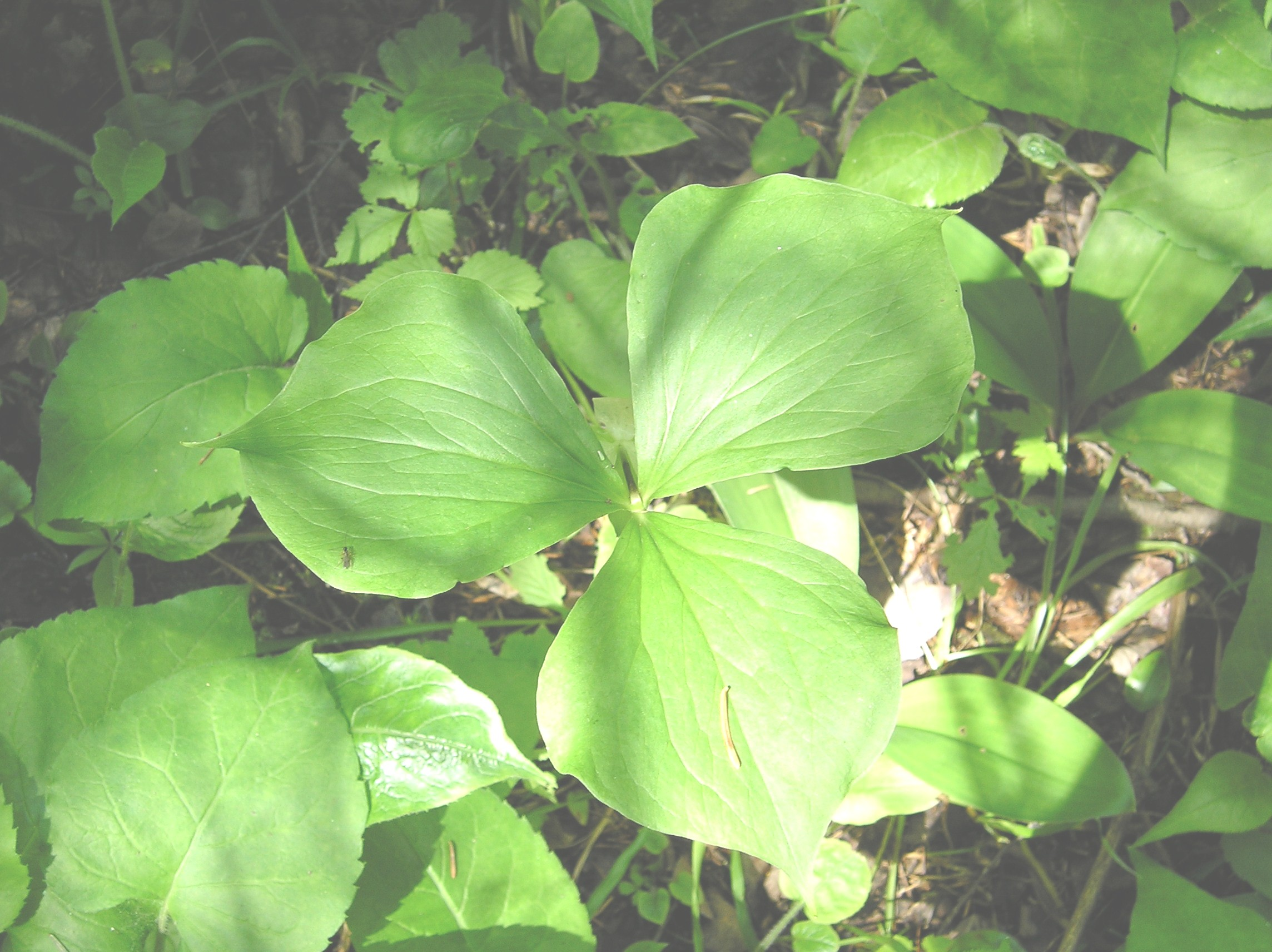
Loài thực vật lâu năm Trillium cernuum có ba lá không cuống ở đầu thân.
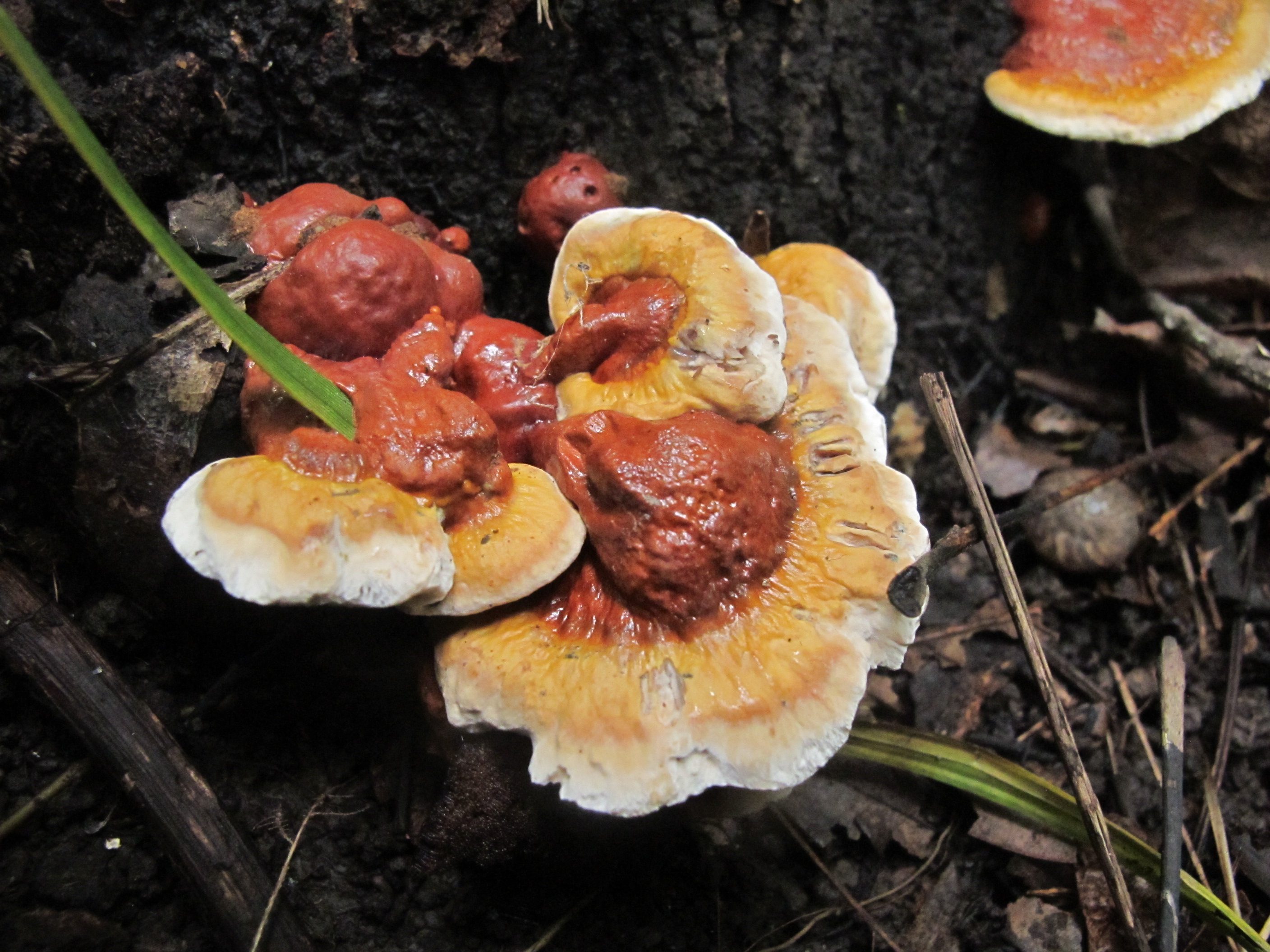
Nấm Ganoderma sessile không có cuống nấm nhưng có mũ nấm
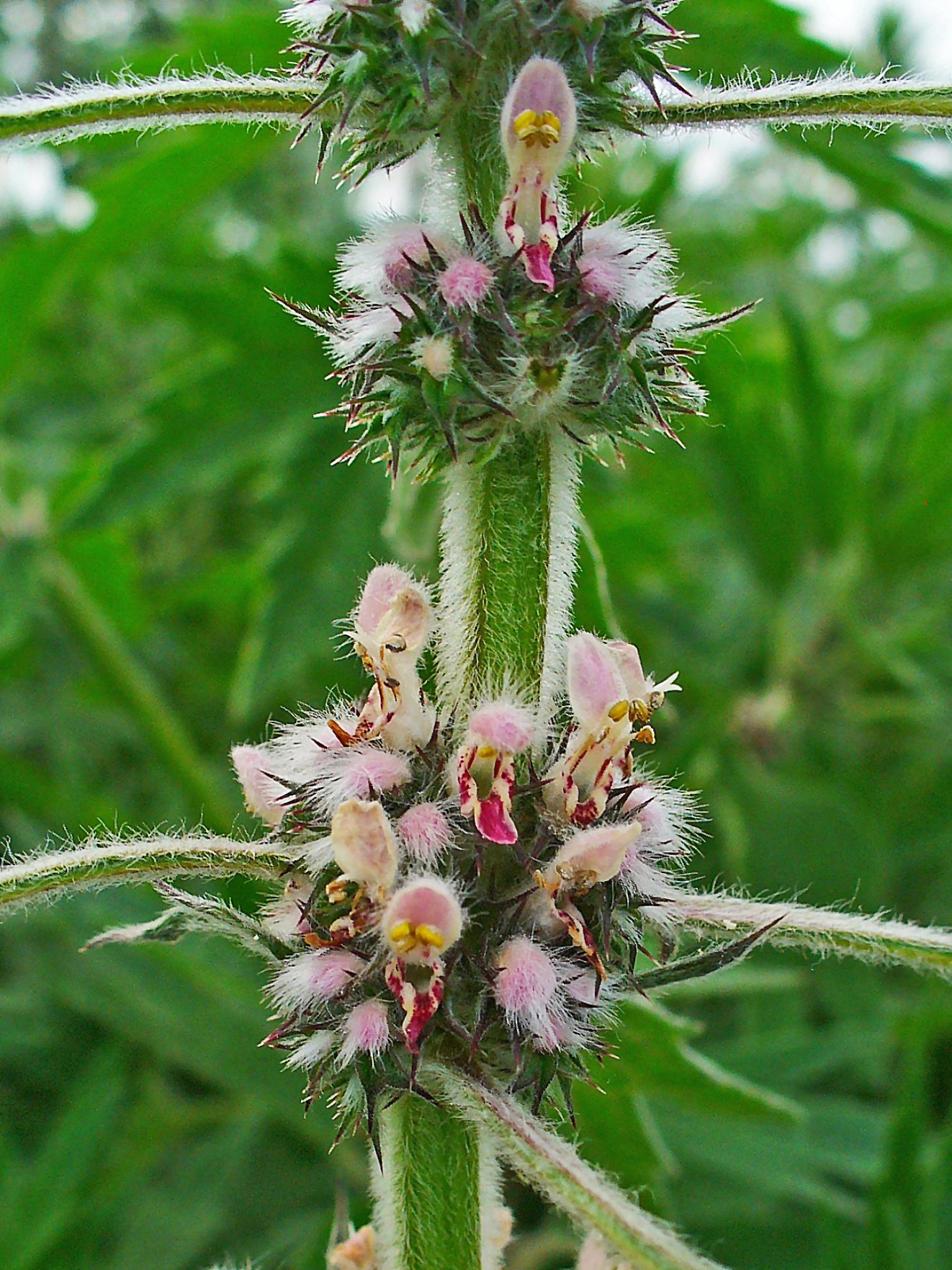
Hoa không cuống ở loài Leonurus cardiaca